# Els Padrets
Els Padrets és un jaciment d'una ciutat de l'epoca romana situat a la costa, dins el nucli urbà de Blanes (La Selva), declarat Bé cultural d'interès local.
Ocupa el Puig d'en Lladó, d'uns 40 m d'altitud. Aquest puig és anomenat també la Penya, ja que del cantó que dona al mar és un penya-segat.
Es tracta d'un lloc d'habitació que ha estat interpretat com una part de l'antiga ciutat romana de Blandae que apareix citada en els textos de diversos autors clàssics de Plini el Vell, Pomponi Mela i Claudi Ptolemeu.
L'any 1972 s'hi iniciaren excavacions arqueològiques sota la direcció de la Dra. Muñoz Amilibia, de la Universitat de Barcelona, que realitzà dues campanyes, en els mesos de maig i de setembre-octubre. Posteriorment es portaren a terme dues campanyes d'excavacions durant els mesos de juliol de 1976 i de juny de 1977. Els sondeigs estratigràfics es realitzaren en la part més occidental del puig.
L'àrea excavada constitueix un barri de cases mes aviat modestes, situats en l'extrem sud-oest de la població. La pervivència d'elements indígenes queda demostrada per la gran quantitat de ceràmica de tradició ibèrica de tots els tipus que es troba en el jaciment, conjuntament amb ceràmica romana republicana i dels primers decennis de l'Imperi.
La vida a la part superior del Puig d'en Lladó, segons la tècnica constructiva dels murs trobats, comença en el segle I aC, si bé els seus habitants serien individus autòctons que seguirien les seves tradicions pel que fa a la cultura material. La majoria dels elements arqueològics datables pertanyen a decennis anterior i posteriors al canvi de l'Era.
Dels dos carrers perpendiculars descoberts, el que va en direcció nord-sud, puja cap al cim del puig amb un fort pendent; fa 4 m d'amplada, és tallat a la roca natural i té un canal de desguàs de 0,35 m d'amplada en el seu cantó oest, al costat de les parets d'habitació. Aquest canal fou recobert amb argamassa barrejada amb fragments de teula. Les entrades de les cases s'obren a aquest carrer. El carrer núm. 2, en direcció est-oest, perpendicular al primer, no presenta un traçat tan regular i fa entre 3 i 4 m d'amplada.
Les bòbiles que fabricaven els maons i les teules necessaris per a les construccions estaven prop del nucli urbà. Les tegulae trobades, algunes de les quals porten la marca L. SATRI, son característiques del jaciment. La ceràmica a mà, que es fabricava a cadascun dels poblats ibèrics, es seguí elaborant en època republicana. La gran quantitat de fragments, les formes i les peses, fan suposar que eren els mateixos indígenes els qui continuaven aquesta tradició. Els nombrosos fragments d'escòria de ferro testimonien el treball d'aquest metall. Es manufacturaven eines, especialment claus emprats en les construccions i en el mobiliari; igualment es reparaven els utensilis usats. Un tipus d'indústria de caràcter artesanal seria la tèxtil, pel nombre de peces de teler trobades en totes les cales estratigràfiques efectuades. La molta dels cereals per a l'alimentació s'efectuava a cada casa: així ho indiquen els molins circulars i les grans gerres (dolia) per a emmagatzemar el gra. Una part de la població es dedicava a la pesca. Sembla que les plaques de pissarra perforades que es troben en el jaciment podien utilitzar-se en les xarxes. El port natural que forma la badia de Blanes servia per a l'arribada i sortida de mercaderies per via marítima.
Les excavacions fetes durant la campanya de 2023 van mostrar que l'inici de la població d'aquest assentament podria datar-se entre 70 i 80 aC. També s'hi va confirmar que no es tracta de cap poblat iber.
Per motius desconeguts, la zona fou abandonada a mitjan segle I dC, i no s'han trobat materials més tardans d'època romana.